# Воронино (Могилёвская область)
Воронино́ (бел. Вараніно́) — деревня в составе Следюковского сельсовета Быховского района Могилёвской области Республики Беларусь.

## Население
- 2010 год — 540 человек
- 2019 год — 523 человек